# Monte Timpanogos
Monte Timpanogos (en inglés: Mount Timpanogos; a veces informalmente como Timp) es la segunda montaña más alta de la cordillera Wasatch, en el estado de Utah, en Estados Unidos. Timpanogos se eleva a una altitud de 3582 m sobre el nivel del mar, en el bosque nacional de Uinta-Wasatch-Cache. Con 5269 metros de prominencia topográfica, Timpanogos es la montaña 47 más prominente en los estados contiguos de los Estados Unidos.
Las torres montañosas sobre el Valle de Utah, incluyen las ciudades de Lehi, Provo, Orem, Pleasant Grove, American Fork, Lindon y otras.